# Phản ứng đối với biểu tình tại Hồng Kông 2019
Đây là danh sách các phản ứng đối với các cuộc biểu tình chống dự luật dẫn độ năm 2019 tại Hồng Kông.

## Phản ứng quốc tế
Trước các cuộc biểu tình đang diễn ra, một số quốc gia đã đưa ra cảnh báo du lịch tới Hồng Kông.
 Anh
- Bộ trưởng Ngoại giao Jeremy Hunt kêu gọi chính phủ Hồng Kông "tham gia vào cuộc đối thoại có ý nghĩa và thực hiện các bước để bảo vệ các quyền và tự do của Hồng Kông và mức độ tự trị cao, làm nền tảng cho uy tín quốc tế". Ông nói thêm rằng việc duy trì nguyên tắc "một quốc gia, hai chế độ", ràng buộc về mặt pháp lý trong Tuyên bố chung Trung-Anh là rất quan trọng đối với thành công trong tương lai của Hồng Kông.[2]
- Lãnh sự quán Anh tại Hồng Kông cũng mở cửa cho người biểu tình cần được giúp đỡ.[3] Việc cung cấp thiết bị kiểm soát đám đông (ví dụ như đạn cao su và hơi cay) đã bị đình chỉ để đối phó với bạo lực bởi lực lượng cảnh sát.[4]
- Cựu thống đốc Hồng Kông thuộc địa Hồng Kông Chris Patten hy vọng chính phủ (Anh) sẽ "có một cuộc điều tra công khai về các cuộc biểu tình diễn ra trong những tuần gần đây, và theo cách mà họ đã bị chính trị hóa", nhưng ông cũng chỉ trích người biểu tình chiếm đóng Trụ sở Hội đồng lập pháp vào ngày 1 tháng 7.[5]
- Vào giữa tháng 7 tại Chatham House, trong một trong những bài phát biểu công khai cuối cùng trước khi rời nhiệm sở, Thủ tướng Theresa May tuyên bố rằng Tuyên bố chung Trung–Anh tiếp tục có hiệu lực và nó "cần phải được tuân thủ, nó cần được tôn trọng, và tiếp tục được tôn trọng" bởi Trung Quốc.[6]
- Vào ngày 2 tháng 8, Ngoại trưởng Anh Dominic Raab đã trả lời một số câu hỏi liên quan đến các cuộc biểu tình ở Hồng Kông trong cuộc gặp với Bộ trưởng Ngoại giao Trung Quốc Vương Nghị. Raab ủng hộ cuộc biểu tình ôn hòa từ cả hai phía là "quyền cơ bản và cần được tôn trọng".[7]

 Ấn Độ
- Bộ trưởng Ngoại giao Subrahmanyam Jaishankar gặp Phó Chủ tịch nước Cộng hòa Nhân dân Trung Hoa Vương Kỳ Sơn và Bộ trưởng Ngoại giao Trung Quốc Vương Nghị tại Diễn đàn truyền thông cấp cao Trung–Ấn tại Bắc Kinh. Jaishankar nói trong hội nghị, "Ấn Độ không bình luận về các vấn đề nội bộ của các quốc gia khác, và tương tự mong đợi các nước khác cũng làm như vậy. Khi các quốc gia đang phát triển nhanh nhất thế giới quan tâm đến Ấn Độ các tình huống quốc tế, các khía cạnh khu vực, giao lưu văn hóa, hợp tác thể thao, hợp tác bảo tàng và hợp tác trong các loại thuốc truyền thống và quan hệ song phương rất quan trọng của chúng tôi."[8][9][10]
- Bộ Ngoại giao (MEA) tuyên bố: "Hành khách Ấn Độ nên liên lạc với đại sứ quán Ấn Độ ở Trung Quốc để tránh sự bất tiện, cho đến khi sự bình thường được khôi phục trong các hoạt động tại sân bay. Tuy nhiên, các chuyến bay có thể sẽ tiếp tục bị trì hoãn hoặc hủy bỏ. có thể nhiều cuộc biểu tình có thể được tổ chức vì tư vấn du lịch liên quan sẽ được ban hành cho tất cả các hãng hàng không Ấn Độ."[11][12]

 Canada
- Bộ trưởng Bộ Ngoại giao Chrystia Freeland đưa ra một tuyên bố vào ngày 12 tháng 6, nói rằng "Canada vẫn quan tâm đến những tác động tiềm tàng mà những đề xuất này có thể có đối với số lượng lớn công dân Canada ở Hồng Kông, về niềm tin kinh doanh và về uy tín quốc tế của Hồng Kông ". Tuyên bố kêu gọi chính phủ Hồng Kông chú ý đến người dân và cộng đồng quốc tế, cũng như bảo vệ mức độ tự chủ cao, luật pháp và tư pháp độc lập của lãnh thổ.[13]/
- Thủ tướng Canada Justin Trudeau cho biết ông rất quan tâm đến tình hình giữa Hồng Kông và Trung Quốc đại lục và kêu gọi Trung Quốc mang lại hòa bình, trật tự và đối thoại, tuyên bố: "Chúng tôi chắc chắn kêu gọi Trung Quốc rất cẩn thận và rất tôn trọng cách thức Trung Quốc đối thoại với những người có mối quan tâm chính đáng ở Hồng Kông."[14][15]

 Đài Loan
- Tổng thống Thái Anh Văn bày tỏ tình đoàn kết với người dân Hồng Kông, nhận xét rằng nền dân chủ của Đài Loan rất khó kiếm và phải được bảo vệ và đổi mới, và cam kết rằng chừng nào bà còn là tổng thống Đài Loan, bà sẽ không bao giờ chấp nhận "một quốc gia, hai chế độ"; bà đã trích dẫn những gì mà bà coi là một sự suy thoái liên tục và nhanh chóng của nền dân chủ Hồng Kông chỉ trong 20 năm.[16]/ Bà cũng đăng trên Instagram để cung cấp hỗ trợ cho "Người Hồng Kông trên chiến tuyến" và nói rằng người dân Đài Loan sẽ hỗ trợ tất cả những người đấu tranh cho tự do ngôn luận và dân chủ.[17]
- Bộ Ngoại giao Đài Loan tuyên bố họ ủng hộ Hồng Kông đấu tranh chống lại dự luật dẫn độ và vì luật pháp.[18] Họ cũng chỉ trích các quan chức Hồng Kông sử dụng Đài Loan như một cái cớ để thông qua dự luật dẫn độ, với lý do chính phủ Hồng Kông đã thờ ơ với "nhiều yêu cầu" để dẫn độ Chan Tong-kai trên cơ sở phi thường.[19]

 Đức
- Phát ngôn viên Thủ tướng Angela Merkel, Steffen Seibert, nói rằng cuộc biểu tình là một dấu hiệu tốt cho thấy phần lớn người biểu tình đã biểu tình ôn hòa "và chúng tôi kêu gọi tất cả các bên liên quan để đảm bảo rằng mọi thứ vẫn bình yên như ở Hồng Kông".[20]

 Estonia
- Cựu Tổng thống Estonia Toomas Hendrik Ilves đã tweet: "Hệ tư tưởng tự do thúc đẩy mọi người trên toàn thế giới. Hôm nay, nó đến với đường phố Hồng Kông." Nghị sĩ Marko Mihkelson cũng bày tỏ sự ủng hộ của ông đối với người dân Hồng Kông.[21]

 Hoa Kỳ
- Bộ Ngoại giao lên tiếng ủng hộ người biểu tình ngày 9 tháng 6 và kêu gọi chính phủ Hồng Kông đảm bảo "mọi sửa đổi đối với dự luật dẫn độ cần được theo đuổi hết sức cẩn thận".[22]
- Hạ viện Hoa Kỳ Nancy Pelosi đã lên án mạnh mẽ dự luật và đề nghị hỗ trợ cho những người biểu tình.[23]
- Sau khi người biểu tình chiếm đóng Hội đồng Lập pháp, Tổng thống Trump nói: "Tôi nghĩ rằng hầu hết mọi người đều muốn dân chủ. Thật không may, một số chính phủ lại không muốn dân chủ"; Bộ Ngoại giao Hoa Kỳ kêu gọi "tất cả các bên kiềm chế bạo lực".[24] Tuy nhiên, trong cuộc họp G20 vào cuối tháng 6, Tổng thống Trump đã thông báo với Chủ tịch Trung Quốc Tập Cận Bình rằng Hoa Kỳ sẽ không lên tiếng ủng hộ các cuộc biểu tình để đổi lấy các cuộc đàm phán thương mại Mỹ-Trung mở lại.[25][26]
- Vào ngày 22 tháng 7, Tổng thống Donald Trump nói rằng Chủ tịch nước Trung Quốc Tập Cận Bình đã "hành động rất có trách nhiệm đối với các cuộc biểu tình ở Hồng Kông".[27]
- Vào ngày 1 tháng 8, Trump đã lên án bạo lực đang phát triển của các cuộc biểu tình khi gọi các sự kiện là 'bạo loạn'. Ông cũng nói rằng Hoa Kỳ sẽ không liên quan đến mình: "Đó là giữa Hồng Kông và đó là giữa Trung Quốc, bởi vì Hồng Kông là một phần của Trung Quốc."[28]
- Vào ngày 1 tháng 8, một nhóm thượng nghị sĩ đã ra tuyên bố với Tổng thống Trump, lên án "những nỗ lực của Bắc Kinh nhằm phá hoại quyền tự trị của Hồng Kông." Trong bức thư, họ tuyên bố "việc quản lý Hồng Kông không phải là vấn đề nội bộ của Trung Quốc" và nếu Mỹ không đáp trả các mối đe dọa của Bắc Kinh thì sẽ "chỉ khuyến khích các nhà lãnh đạo Trung Quốc hành động với sự miễn cưỡng."[29]
- Vào ngày 6 tháng 8, bà Nancy Pelosi đã ban hành một tuyên bố mới ủng hộ những người biểu tình, nói rằng "Quốc hội sẽ... đấu tranh để bảo vệ các quyền tự do dân chủ và pháp quyền ở Hồng Kông."[30]
- Vào ngày 13 tháng 8, Tổng thống Donald Trump đã tweet trên chiếc Air Force One rằng "Chính phủ Trung Quốc đang chuyển quân tới gần biên giới Hồng Kông."[31]
- Vào ngày 14 tháng 8, Trump đã xác nhận rằng Trung Quốc đang chuyển quân đến biên giới với Hồng Kông.[32]
- Vào ngày 14 tháng 8, Trump đã ca ngợi chủ tịch Trung Quốc Tập Cận Bình là một nhà lãnh đạo giỏi và là một người đàn ông tốt trong một doanh nghiệp khó khăn. Ông cũng kêu gọi Tập nhanh chóng và nhân đạo giải quyết vấn đề Hồng Kông và đề nghị một cuộc họp cá nhân với Tập thảo luận về vấn đề này trong một bài tweet.[33]
- Vào ngày 19 tháng 8, sau cuộc biểu tình rầm rộ vào ngày hôm trước, Trump đã cảnh báo Trung Quốc để giải quyết vấn đề theo cách nhân đạo. Tôi sẽ khó khăn hơn nhiều khi ký hợp đồng nếu ông ấy làm điều gì đó bạo lực ở Hồng Kông ", ông Trump nói.[34]

 Israel
- Bộ Ngoại giao Israel đã kêu gọi công dân sống ở Hồng Kông kiềm chế tham gia các cuộc biểu tình vì lý do an toàn và an ninh.[35]

 Liên minh châu Âu
- Bộ Ngoại giao Liên minh châu Âu cho biết các quyền "cần phải được tôn trọng" tại Hồng Kông vào ngày 12 tháng 6: "Trong những ngày qua, người dân Hồng Kông đã thực hiện quyền cơ bản của mình để tập hợp và thể hiện bản thân một cách tự do và hòa bình. Những quyền này cần được tôn trọng".[36]
- Các nghị sĩ của Nghị viện châu Âu cũng đã đề xuất các động thái tranh luận giữa 29 quốc gia EU trong hội nghị của họ vào ngày 18 tháng 7 năm 2019, nhằm tìm kiếm lệnh cấm cung cấp vũ khí trên toàn EU cho cảnh sát Hồng Kông và yêu cầu chế độ cộng sản Trung Quốc tôn trọng Tuyên bố chung Trung-Anh bằng cách ngừng can thiệp phản đối trong các vấn đề nội bộ của Hồng Kông /.[37]

 Ma Cao
- Vào ngày 11 tháng 6, sau các sự kiện ở Hồng Kông, chính phủ Macau cho biết họ sẽ phát triển một cách tiếp cận chờ đợi để đàm phán về luật dẫn độ của chính họ với Trung Hoa đại lục.[38]

 Nga
- Bộ Ngoại giao kêu gọi Mỹ tránh xa các vấn đề nội bộ của Nga, Trung Quốc và Ấn Độ. Đại sứ quán Hoa Kỳ tại Moskva đã được cảnh báo rằng công dân Hoa Kỳ không tham dự các cuộc biểu tình "trái phép". Bộ trưởng Ngoại giao Nga, ông Vladimir Lavrov, nói: "Chúng tôi kêu gọi Hoa Kỳ tuân thủ luật pháp quốc tế và các quy tắc cơ bản điều chỉnh quan hệ quốc tế và ngay lập tức ngừng can thiệp vào các vấn đề nội bộ của quốc gia khác."[39]

 Nhật Bản
- Bộ trưởng Bộ Ngoại giao Tarō Kōno nói rằng: "Tôi rất hy vọng rằng mọi việc sẽ được giải quyết sớm và tự do và dân chủ của Hồng Kông sẽ được duy trì".[40]
- Thủ tướng Shinzo Abe đã cảnh báo Chủ tịch Tập Cận Bình về những bất ổn gần đây tại Hồng Kông tại Hội nghị thượng đỉnh G20. Abe nói với Tập rằng điều quan trọng là "một Hồng Kông tự do và cởi mở để phát triển thịnh vượng theo "chính sách một quốc gia, hai chế độ"".[41]

 Pháp
- Ngoại trưởng Pháp Jean-Yves Le Drian kêu gọi chính quyền Hồng Kông gia hạn đàm phán với người biểu tình để tìm giải pháp hòa bình cho cuộc khủng hoảng hiện nay.[42]

 Philippines
- Bộ trưởng Lao động Silvestre Bello tuyên bố rằng tình hình đang được theo dõi để đánh giá xem có cần đình chỉ việc triển khai Lao động Philippines ở nước ngoài tới Hồng Kông sau vụ bắt giữ một công nhân nhập cư Philippines bị nghi ngờ có liên quan đến cuộc biểu tình hồi tháng 8 hay không.[43]

 Singapore
- Trong một cuộc phỏng vấn với South China Morning Post và Lianhe Zaobao, Bộ trưởng Bộ Luật và Nội vụ K. Shanmugam nhận xét rằng Hồng Kông sẽ cần một Trung Quốc hỗ trợ để giải quyết vấn đề, và các giải pháp cần phải có cho cả Hồng Kông và Trung Quốc. Ông không tin rằng Singapore sẽ được hưởng lợi từ tình trạng bất ổn và nếu Hồng Kông bất hòa với Trung Quốc, đó là một vấn đề cho tất cả mọi người. Ông cũng mắng mỏ những người biểu tình vì "suy nghĩ mong muốn thay thế thực tế" rằng Trung Quốc sẽ cho phép một hệ thống rất khác ở Hồng Kông, và chỉ trích các phương tiện truyền thông quốc tế vì đã đưa ra một bức tranh rất nghiêng và không khách quan về vấn đề này.[44][45]

 Bắc Triều Tiên
- Ngoại trưởng Triều Tiên Ri Yong-ho nói rằng: "Triều Tiên hoàn toàn ủng hộ lập trường và biện pháp của Trung Quốc để bảo vệ chủ quyền, an ninh và toàn vẹn lãnh thổ của đất nước và bảo vệ sự thịnh vượng và ổn định của Hồng Kông, và lo ngại về sự can thiệp của lực lượng nước ngoài trong vấn đề Hồng Kông."[46][47]

 Úc
- Bộ trưởng Bộ Ngoại giao Marise Payne tuyên bố: "Úc ủng hộ quyền của người dân biểu tình trong hòa bình và thực hiện quyền tự do ngôn luận của họ, và chúng tôi kêu gọi tất cả các bên thể hiện sự kiềm chế và tránh bạo lực".[48]
- Thủ tướng Úc Scott Morrison kêu gọi Đặc khu trưởng Hồng Kông lắng nghe yêu cầu của người biểu tình, phủ nhận rằng các cuộc biểu tình đang có dấu hiệu khủng bố.[49]

 Việt Nam
- Người phát ngôn Bộ Ngoại giao Việt Nam Lê Thị Thu Hằng nói: "Việt Nam tôn trọng chính sách "Một quốc gia - Hai chế độ", các quy chế liên quan của Hồng Kông và hi vọng tình hình Hồng Kông sớm trở lại bình thường, tiếp tục ổn định, phồn vinh, duy trì thể chế trung tâm tài chính, thương mại quan trọng của khu vực và thế giới".[50]

### Cuộc biểu tình đoàn kết trên toàn thế giới

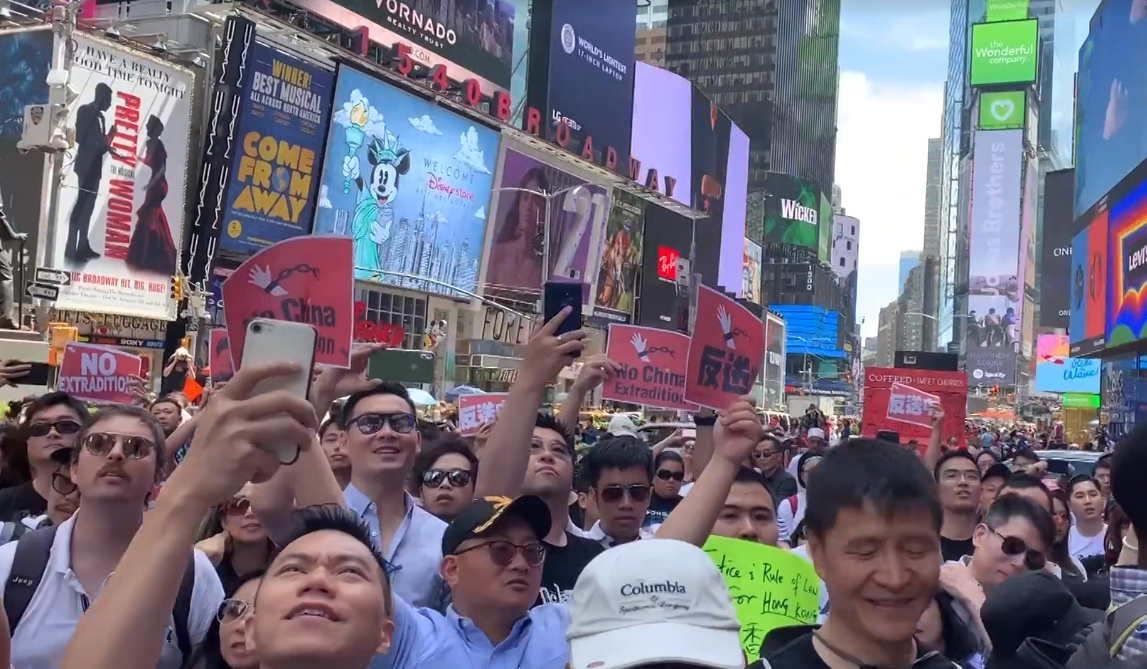
Hàng ngàn người tập trung tại Quảng trường Thời đại ở New York City.

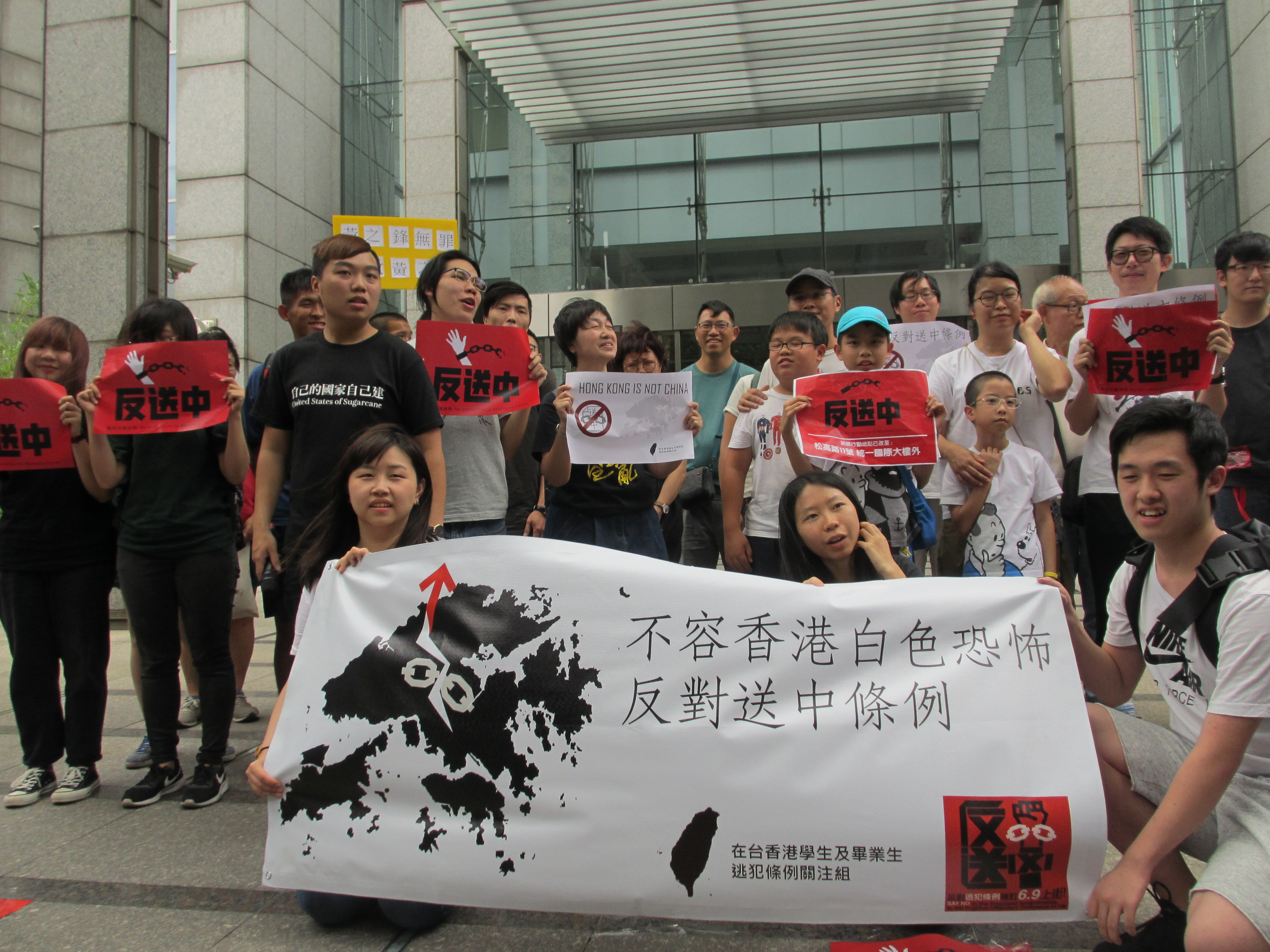
Các nhà hoạt động Đài Loan đã tổ chức biểu tình phản đối dự luật dẫn độ ở Đài Bắc, Đài Loan.

Ngày 9 tháng 6, ít nhất 29 cuộc biểu tình đã được tổ chức tại 12 quốc gia với những người biểu tình xuống đường ở các thành phố trên khắp thế giới với cộng đồng người Hồng Kông quan trọng, bao gồm khoảng 4.000 ở Luân Đôn, khoảng 3.000 ở Sydney và các cuộc biểu tình khác ở thành phố New York, San Francisco, Los Angeles, Boston, Toronto, Vancouver, Berlin, Frankfurt, Tokyo, Perth, Canberra, Melbourne, Brisbane và Đài Bắc. Trong một trong những cuộc biểu tình lớn nhất ở nước ngoài, hàng trăm người biểu tình gồm hầu hết người nhập cư Hồng Kông đã lấp đầy đường phố bên ngoài tổng lãnh sự quán Trung Quốc ở Vancouver với những chiếc ô màu vàng, tương tự các cuộc biểu tình năm 2014, và hô vang luật chống dẫn độ. Hơn 60 người đã tập trung bên ngoài Nhà Trắng ở Washington để phản đối dự luật.
Ngày 12 tháng 6, đại diện của 24 nhóm dân sự Đài Loan, bao gồm Hiệp hội Nhân quyền Đài Loan, đã biểu tình bên ngoài văn phòng đại diện của Hồng Kông tại Đài Bắc, trong khi hô to các khẩu hiệu như "Đài Loan ủng hộ Hồng Kông". Tại Cao Hùng, khoảng 150 sinh viên Hồng Kông đã tổ chức một cuộc biểu tình ngồi xuống yêu cầu chính phủ Hồng Kông rút dự luật. Ở Adelaide, 150 người đã phản đối luật dẫn độ.
Ngày 16 tháng 6, 10.000 sinh viên Hồng Kông và những người ủng hộ Đài Loan đã tổ chức một cuộc trò chuyện hòa bình tại Lập pháp viện Trung Hoa Dân Quốc ở Đài Bắc để hỗ trợ các cuộc biểu tình ở Hồng Kông. Ở Auckland và Adelaide, khoảng 500 người đã tụ tập để yêu cầu Trưởng Đặc khu Lâm Trịnh Nguyệt Nga rút dự luật và xin lỗi về hành động của bà. Vào ngày 17 tháng 6, 1.500 người đã biểu tình bên ngoài Lãnh sự quán Trung Quốc tại Vancouver.
Ngày 23 tháng 6, 5.000 người đã tổ chức một cuộc biểu tình ở Đài Bắc chống lại dự luật dẫn độ của Hồng Kông. Vào ngày 14 tháng 7, một sự kiện "Hát cho Hồng Kông" đã được tổ chức tại Luân Đôn. Có một cuộc đụng độ giữa những người ủng hộ dân chủ và ủng hộ Trung Quốc tại Đại học Queensland ở Brisbane vào ngày 24 tháng 7. Để đối phó với vụ việc, Tổng lãnh sự Trung Quốc tại Brisbane, Xu Jie, đã ca ngợi các sinh viên Trung Quốc đối đầu với những người biểu tình "ly khai chống Trung Quốc", khiến Bộ trưởng Ngoại giao Úc Marise Payne cảnh báo các nhà ngoại giao nước ngoài không nên can thiệp vào các bài phát biểu và biểu tình tự do tại Úc. Điều này cũng dẫn đến nhiều cuộc biểu tình đoàn kết xảy ra ở Brisbane, Sydney, Perth, Darwin và Melbourne.
Ngày 3 tháng 8, có nhiều cuộc biểu tình đoàn kết đã xảy ra tại các thành phố Montreal của Canada, Vancouver, Toronto, Winnipeg, Halifax, Ottawa và Calgary. Vào ngày 10 tháng 8, khoảng 100 người Hồng Kông, Tây Tạng, Đài Loan, Uygurs, Hoa kiều và các cư dân New York khác đã tổ chức một cuộc mít tinh bên ngoài lãnh sự quán Trung Quốc. Cuối tuần 16–18 tháng 8, các cuộc biểu tình đòi dân chủ đoàn kết được tổ chức tại Luân Đôn, Melbourne, Sydney, Adelaide, Brisbane, Đài Bắc, Berlin, Paris, Boston, Calgary, Vancouver và Toronto.
Vào ngày 19 tháng 8, cảnh sát Ma Cao đã tạm giữ 7 người vì nghi ngờ rằng họ đang tham gia vào một cuộc biểu tình bất hợp pháp, tuy nhiên họ đã được thả sau vài giờ. Điều này được đưa ra sau khi cảnh sát từ chối yêu cầu biểu tình im lặng chống lại cảnh sát Hồng Kông sẽ được tổ chức vào lúc 8 giờ tối tại Quảng trường Thượng viện.

## Chính phủ và truyền thông Trung Quốc

### Cáo buộc can thiệp bởi nước ngoài
Chính phủ Bắc Kinh và các phương tiện truyền thông nhà nước đã cáo buộc các lực lượng nước ngoài can thiệp vào công việc trong nước, và hỗ trợ người biểu tình.; những lời buộc tội đã lần lượt bị chỉ trích bởi những người quan sát bị cáo buộc và bên thứ ba. Bonnie Glaser thuộc Trung tâm Nghiên cứu Chiến lược và Quốc tế mô tả đây là một chiến thuật phổ biến được Trung Quốc sử dụng, vì nó hấp dẫn tình cảm chống phương Tây truyền thống. Ngoài ra, đổ lỗi cho cuộc khủng hoảng hiện tại đối với các lực lượng bên ngoài chuyển hướng sự chú ý và tập trung ra khỏi các vấn đề cốt lõi.
Sau cuộc biểu tình ngày 9 tháng 6, chính phủ Bắc Kinh đổ lỗi cho "sự can thiệp từ bên ngoài" và lên tiếng ủng hộ chính quyền Hồng Kông. Bộ Ngoại giao Trung Quốc đã cáo buộc người biểu tình dự luật dẫn độ "thông đồng với phương Tây." Các phương tiện truyền thông nhà nước như China Daily đã trích dẫn hơn 700.000 người ủng hộ dự luật thông qua một kiến nghị trực tuyến, "chống lại một cuộc biểu tình của khoảng 240.000 người." Phạm vi của nó được Buzzfeed News trích dẫn như một ví dụ về tuyên truyền khi tờ báo nhà nước không đề cập đến "một triệu người Hồng Kông đã biểu tình phản đối dự luật dẫn độ. Trong khi đó, Thời báo Hoàn Cầu nói rằng "một số lực lượng quốc tế đã tăng cường đáng kể sự tương tác của họ với phe đối lập Hồng Kông trong những tháng gần đây."
Người phát ngôn Bộ Ngoại giao Trung Quốc Hoa Xuân Oánh trả lời những nhận xét của các quan chức Vương quốc Anh và Hoa Kỳ vào ngày 23 tháng 7, nói rằng "có dấu hiệu rõ ràng về sự thao túng nước ngoài, âm mưu và thậm chí tổ chức trong các vụ bạo lực liên quan đánh giá từ những gì được báo chí đưa tin." Một phát ngôn viên của Tổng lãnh sự quán Hoa Kỳ tại Hồng Kông đã mô tả những nhận xét đó là "nực cười. Các cuộc biểu tình đang diễn ra ở Hồng Kông phản ánh tình cảm của người dân Hồng Kông và những lo ngại rộng rãi của họ về sự xói mòn quyền tự trị của Hồng Kông." Vào ngày 26 tháng 7, Hòa Xuân Oách tuyên bố rằng hành động của Mặt trận Nhân dân về Nhân quyền yêu cầu nước ngoài đưa ra cảnh báo du lịch về Hồng Kông là "một nỗ lực gây áp lực Chính phủ Trung ương và Hồng Kông bằng cách kích động các lực lượng nước ngoài can thiệp vào các vấn đề Hồng Kông "và nói thêm rằng" những người cố gắng mang một con sói vào nhà để gây hại cho đất nước và người dân "nên cẩn thận nghiên cứu các bài học lịch sử.
Vào ngày 26 tháng 7, tờ báo truyền thông nhà nước chính thức China Daily tuyên bố rằng Cơ quan Tình báo Trung ương Hoa Kỳ đã "loại bỏ bất kỳ mức độ nào" chịu trách nhiệm cuối cùng đối với các hành động phản kháng "cực đoan" gần đây, như Văn phòng Liên lạc Hồng Kông bị phá hoại. Ben Bland thuộc Viện Lowy cho rằng những tuyên bố như vậy "không thuyết phục lắm nhưng chính phủ Trung Quốc đã gắn bó với đường lối này."
Vào ngày 29 tháng 7, Thời báo Hoàn Cầu cáo buộc sự can thiệp của nước ngoài do Hoa Kỳ lãnh đạo và tuyên bố "cung cấp đủ nguồn lực, triển khai chiến lược linh hoạt và đồng bộ hóa cuộc tấn công tuyên truyền theo thời gian thực" đã nhiều lần cho thấy rằng toàn bộ phong trào không tự phát và cũng không bị kiểm soát bởi phe đối lập địa phương lực lượng ở Hồng Kông." Một bài báo trên CNN khẳng định rằng cáo buộc trên không cung cấp bất kỳ bằng chứng nào.
Vào ngày 30 tháng 7, phát ngôn viên Bộ Ngoại giao Trung Quốc Hoa Xuân Oánh đã cáo buộc Hoa Kỳ ảnh hưởng đến các cuộc biểu tình nói rằng "Như bạn đã biết, bằng cách nào đó, chúng là công việc của Hoa Kỳ." Lần lượt cáo buộc đã bị Bộ Ngoại giao bác bỏ, với Ngoại trưởng Mike Pompeo nói, "Đó - tôi cũng thấy những nhận xét này. Nó lố bịch trên khuôn mặt của nó."
Vào ngày 6 tháng 8, Hoa Xuân Oánh đã trả lời tuyên bố của bà Nancy Pelosi, nói rằng Pelosi và các chính trị gia khác của Hoa Kỳ đã "gọi thời gian đen trắng một lần nữa, củng cố tội phạm cực đoan bạo lực và thậm chí biện minh và bôi nhọ hành vi của họ" và "bôi nhọ và bôi nhọ hành vi của họ" chỉ cần di chuyển của chính phủ và cảnh sát Hồng Kông để duy trì sự thống trị của pháp luật và trật tự ", nói rằng" không khác gì che đậy, liên kết và hỗ trợ các hành vi tội phạm bất hợp pháp, một lần nữa cho thấy ý định độc ác của họ là chống Trung Quốc và gây rối cho Hồng Kông".
Các tờ báo ủng hộ Bắc Kinh ở Hồng Kông và Đài Loan đã tuyên bố rằng các đặc vụ Đài Loan đang hỗ trợ người biểu tình ở Hồng Kông. Các nguồn thông tin sai lệch khác đã xuất hiện trực tuyến và Cục Điều tra Bộ Tư pháp Đài Loan đã yêu cầu Văn phòng Tổng thống Đài Loan yêu cầu Facebook xóa các bài đăng giả mạo tuyên bố Tổng thống Thái Anh Văn đã chuyển 32 triệu đô la Mỹ cho phong trào dân chủ Hồng Kông thông qua đại sứ quán Đài Loan. Vào ngày 2 tháng 8, Tân Hoa Xã đã công bố một cuộc phỏng vấn với nhà ngoại giao cấp cao Trung Quốc Dương Khiết Trì, trong đó ông tuyên bố rằng các chính phủ phương Tây đã "đốt lửa" ở Hồng Kông. Cuộc phỏng vấn không xác định các nhà lãnh đạo phương Tây trong câu hỏi.
Người nước ngoài sống, làm việc và học tập tại Hồng Kông đã được các nhà lập pháp và truyền thông thân Bắc Kinh ủng hộ. Vào ngày 28 tháng 7, truyền thông nhà nước China Daily đã khẳng định rằng cư dân Hồng Kông ủng hộ các nỗ lực của chính phủ và cảnh sát nhằm phá vỡ các kế hoạch được cho là của người nước ngoài. Phương tiện truyền thông nhà nước lưu hành hình ảnh của người nước ngoài cùng với chú thích văn bản đề nghị liên kết với các cơ quan tình báo nước ngoài. Một nhà báo của New York Times đã bị buộc tội là "đáng ngờ" trong một câu chuyện được điều hành bởi phương tiện truyền thông nhà nước Trung Quốc Đại Công báo. "Hong Kong Hermit", một người nước ngoài và nhà hoạt động truyền thông xã hội cũng được nhắm mục tiêu trong một bài đăng trên Facebook của một nhà lập pháp thân Bắc Kinh, người đó gọi anh là "chỉ huy phản kháng."
Vào ngày 7 tháng 8, Hoa Xuân Oách đã trả lời một tuyên bố của bà Nancy Pelosi vào ngày 6 tháng 8 rằng Quốc hội sẽ thúc đẩy Đạo luật Dân chủ và Nhân quyền Hồng Kông bằng cách cáo buộc bà "củng cố tội phạm cực đoan bạo lực và thậm chí biện minh và minh oan cho hành vi của họ."
Vào ngày 7 tháng 8, CCTV, Đại Công báo, Văn Hối và Thời báo Hoàn Cầu đều đăng tải chuyện về nhà ngoại giao Lãnh sự quán Hoa Kỳ Julie Eadeh với những bức ảnh về cuộc gặp của bà với Hoàng Chi Phong, Nathan Law, Paang Ga-hou, Wong Ching-Mush và các đại diện khác của đảng chính trị dân chủ Demosistō ở Hồng Kông; cũng như những bức ảnh về cuộc gặp gỡ của bàh với Anson Chan và Martin Lee Chu-ming. Julie Eadeh bị truyền thông nhà nước Trung Quốc cáo buộc góp phần gây bất ổn dân sự. Một nguồn tin gọi cô là "chuyên gia bí ẩn và thấp hèn về lật đổ" và một người khác tuyên bố rằng nhà ngoại giao này là "bàn tay đen đằng sau hậu trường tạo ra sự hỗn loạn ở Hồng Kông." Một tạp chí xuất bản định kỳ cũng đã in một danh sách các quan chức và chính trị gia Mỹ mà họ tuyên bố có liên quan đến các cuộc biểu tình, bao gồm Ngoại trưởng Mike Pompeo, Phó Tổng thống Mike Pence và Chủ tịch Hạ viện Hoa Kỳ, bà Nancy Pelosi; và những bức ảnh đã được công bố về cuộc gặp của Mike Pence với Anson Chan và Jimmy Lai. Các tờ báo nhà nước của Trung Quốc cũng đăng tải thông tin cá nhân về gia đình nhà ngoại giao, bao gồm ảnh và tên của các con và chồng bà. Bộ Ngoại giao Mỹ lên án mạnh mẽ hành động, và khiển trách Trung Quốc vì vi phạm Công ước Viên. Một đại diện của Bộ Ngoại giao giải thích rằng, vì "chính quyền Trung Quốc biết rất rõ", các nhà ngoại giao của mọi quốc gia gặp gỡ các nhân vật đối lập như một phần công việc của họ, và nói: "Không đáng tin khi nghĩ rằng hàng triệu người đang bị thao túng một xã hội tự do và cởi mở."
Sau khi cuộc họp với Eadeh được công khai, một số nguồn tin của Nga đã đưa ra cáo buộc can thiệp của phương Tây vào các cuộc biểu tình. RT đã xuất bản một bài báo, trong đó tuyên bố rằng "Phản ứng của Mỹ chỉ ra Hồng Kông là một "cuộc cách mạng màu""; và Sputnik đã viết rằng "các cuộc biểu tình có sự hậu thuẫn của phương Tây, nhằm mục đích khiêu khích quân đội Trung Quốc tiến vào ‘Quảng trường Thiên An Môn’, đem lại cho phương Tây một chiến thắng lớn." Chính trị gia người Mỹ David Stockman cũng đã cáo buộc rằng CIA đứng đằng sau các cuộc biểu tình ở Hồng Kông.
Sau khi Hoàng Chi Phong, lãnh đạo phong trào dân chủ Hồng Kông, tới Đức để kêu gọi ủng hộ đối với biểu tình chống dự luật dẫn độ và ảnh hưởng của Trung Quốc, các trang mạng xã hội Trung Quốc, hậu thuẫn bởi chính phủ, cáo buộc Hoàng Chi Phong là "người Việt Nam", coi anh và những người biểu tình là "gián điệp Việt Nam" hoạt động biểu tình ở Hồng Kông với ý định gây bất ổn Trung Quốc, đồng thời cho rằng Hoàng Chi Phong thực chất là người họ Ngô hoặc họ Nguyễn, cử bởi Việt Nam gây bạo loạn ở Hồng Kông, khiến Việt Nam là một trong số ít các nước châu Á bị cáo buộc là tham gia vào biểu tình ở Hồng Kông.

### Kiểm duyệt và lên án
- Kiểm duyệt

Các cuộc biểu tình hầu hết bị kiểm duyệt tại các phương tiện truyền thông xã hội Trung Quốc đại lục, chẳng hạn như Sina Weibo. Các tìm kiếm từ khóa "Hồng Kông", "HK" và "dự luật dẫn độ" dẫn đến các tin tức chính thức và tin tức giải trí khác. Các tài khoản đăng nội dung liên quan đến cuộc biểu tình cũng bị chặn. Đến ngày 14 tháng 6, các nhà kiểm duyệt được cho là phải làm việc quá giờ để xóa hoặc chặn tin tức về các cuộc biểu tình trên phương tiện truyền thông xã hội. "Mọi người rất tò mò và có rất nhiều cuộc thảo luận về sự kiện này", theo một nhà kiểm duyệt Weibo. Trên Sina Weibo và WeChat, thuật ngữ "Hồng Kông nhanh lên" đã bị chặn với nền tảng trích dẫn "luật pháp, quy định và chính sách có liên quan" là lý do không hiển thị kết quả tìm kiếm.
Lulu Yilun Chen của thông tin Bloomberg tuyên bố rằng những người biểu tình đã sử dụng Telegram để liên lạc nhằm che giấu danh tính của chính họ và ngăn sự theo dõi của chính phủ Trung Quốc và Lực lượng cảnh sát Hồng Kông. Các máy chủ của ứng dụng này bị tấn công từ chối dịch vụ vào ngày 12 tháng 6. Người sáng lập ứng dụng Pavel Durov đã xác định nguồn gốc của cuộc tấn công là Trung Quốc, tuyên bố rằng nó "trùng khớp với các cuộc biểu tình ở Hồng Kông".
- Lên án

Đài truyền hình nhà nước CCTV đã đưa tin về người biểu tình chiếm đóng LegCo vào ngày 1 tháng 7 và tuyên bố hành động này đã bị "mọi người từ mọi tầng lớp ở Hồng Kông lên án". Tuy nhiên, không có đề cập đến sự phản đối dự luật dẫn độ hoặc bất kỳ lời giải thích nào được đưa ra về lý do của cuộc biểu tình.
Truyền thông nhà nước Trung Quốc cũng lên án một nhóm nhỏ người biểu tình vì đã gỡ cờ Trung Quốc vào ngày 3 tháng 8. Guangming Daily cho biết hành động của người biểu tình trên đã "chạm đến điểm mấu chốt của an ninh chủ quyền quốc gia của Trung Quốc" và các cuộc biểu tình đã "'phơi bày' 'áp-xe'"của Hồng Kông trong dài hạn.
Tờ báo truyền thông nhà nước Thời báo Hoàn Cầu mô tả các phong trào bất hợp tác là "rõ ràng là cướp toàn bộ thành phố" và tuyên bố các phong trào này là "không chỉ chống dân chủ mà còn chống nhân quyền." Ngoài ra, Thời báo Hoàn Cầu và một số cư dân mạng Trung Quốc đại lục đã ca ngợi cảnh sát chĩa một khẩu súng chứa đạn tròn vào ngày 30 tháng 7 trong các cuộc biểu tình đoàn kết.
Sau các cuộc biểu tình vào ngày 10 tháng 8 và biểu tình ngồi tại sân bay cuối tuần, cơ quan truyền thông nhà nước Nhân dân Nhật báo đã đăng một bài báo trên WeChat miêu tả các nhà hoạt động dân chủ là kẻ xúi giục bạo lực. Bài báo tuyên bố rằng có một cuộc gọi rộng rãi từ xã hội Hồng Kông để làm cho thành phố an toàn trở lại bằng cách chấm dứt "các cuộc biểu tình bạo lực".
Ngày 12 tháng 8, Yang Guang, phát ngôn viên của Văn phòng Các vấn đề Hồng Kông và Macao, tuyên bố "những người biểu tình cực đoan" đã "liên tục tấn công các sĩ quan cảnh sát trong vài ngày qua và đã phạm tội bạo lực nghiêm trọng", "đã bắt đầu cho thấy 'dấu hiệu đầu tiên của khủng bố '".
Đáp lại các cuộc biểu tình, vào ngày 13 tháng 8, truyền thông Trung Quốc tuyên bố rằng, "Những người biểu tình ở Hồng Kông đang 'yêu cầu tự hủy diệt.'"
Ngày 21 tháng 8, Bộ Ngoại giao Cộng hòa Nhân dân Trung Hoa gửi một bức thư cùng các tài liệu liên quan dài 43 trang tới các biên tập viên cao cấp tại nhiều hãng tin quốc tế để giải thích về các cuộc biểu tình. Reuters, AFP, The Wall Street Journal, Bloomberg nằm trong số những hãng tin nhận được hồ sơ này.Trong tài liệu, Bộ Ngoại giao Trung Quốc mô tả làn sóng biểu tình ở Hong Kong là "các hoạt động bạo lực nhằm phá hoại thượng tôn pháp luật" và gây "tình trạng hỗn loạn ở Hong Kong". Hồ sơ này còn trích dẫn các bài báo, chủ yếu từ truyền thông nhà nước Trung Quốc, theo đó nêu chi tiết về mối liên hệ giữa "các lực lượng bên ngoài" và người biểu tình.

### Hỗ trợ cho hành động chống lại người biểu tình
Sau ngày 21 tháng 3, Văn phòng Hồng Kông và Macao đã lên án "hành vi xấu xa của một số người biểu tình cực đoan phong tỏa Văn phòng Liên lạc của Chính phủ Nhân dân Trung ương ở Đặc khu Hồng Kông" và nói rằng cảnh sát Hồng Kông cần phải hành động ngay lập tức.

### "Đa số im lặng"
Chính phủ Trung Quốc đã cố gắng kêu gọi đa số im lặng. Trong bối cảnh của những cuộc biểu tình này, Ma Ngok, phó giáo sư chính trị Hồng Kông tại Đại học Hồng Kông, đã phân loại đa số im lặng là những người bảo thủ, tầng lớp lao động, trung niên, và cả những bậc cha mẹ quan tâm đến con cái họ bị bắt.
China Daily nói về cuộc phản kháng ngày 20 tháng 7 rằng "Đa số im lặng cho Hồng Kông có mọi lý do để ra ngoài và bảo vệ nhà của họ".
Vào ngày 1 tháng 8, nguồn tin chính thức của Đảng Cộng sản Trung Quốc, Nhân Dân nhật báo phiên bản nước ngoài cho biết nền kinh tế Hồng Kông bị tổn hại bởi "các hành động bạo lực" và kêu gọi xã hội Hồng Kông nên "nhanh chóng khắc phục các xung đột xã hội và tập trung vào phát triển kinh tế và cải thiện sinh kế của người dân".
Trong một cuộc họp báo vào ngày 7 tháng 8, Yang Guang, phát ngôn viên của Văn phòng Các vấn đề Hồng Kông và Ma Cao, đã kêu gọi Đa số Im lặng giúp kiểm soát những người biểu tình, tương tự như cách một "người mẹ yêu thương" đưa "đứa trẻ giận dữ không thể giải thích được". Tuy nhiên, Ma nói rằng đó là bạo lực và hành vi của cảnh sát gây tổn hại nhiều hơn đến nhận thức của công chúng.

### Phản đối chống sửa đổi dự luật dẫn độ
Sau cuộc tuần hành ngày 21 tháng 7, đại diện Văn phòng Hồng Kông và Macao đã lên án hành vi của "những người biểu tình cực đoan" đã phong tỏa Văn phòng Liên lạc Bắc Kinh tại Hồng Kông, nói rằng "Cảnh sát Hồng Kông cần phải hành động ngay lập tức." Quan chức địa phương hàng đầu của Bắc Kinh, giám đốc văn phòng liên lạc Wang Zhimin, nói rằng những người phỉ báng biểu tượng quốc gia của Trung Quốc và ném trứng và sơn lên tòa nhà đã thách thức chính quyền trung ương Trung Quốc và nên bị trừng phạt vì họ đã "làm tổn thương nghiêm trọng đến cảm xúc của tất cả người dân Trung Quốc."
Vào ngày 29 tháng 7, một phát ngôn viên của Văn phòng Hồng Kông và Macao tuyên bố: "Chính phủ trung ương ủng hộ mạnh mẽ Trưởng Đặc khu Lâm Trịnh Nguyệt Nga lãnh đạo chính quyền Đặc khu hành chính Hồng Kông trong quản lý dựa trên luật pháp, hỗ trợ cảnh sát Hồng Kông trong việc thực thi pháp luật nghiêm ngặt, hỗ trợ... trừng phạt những tên tội phạm bạo lực theo luật pháp và hỗ trợ những người yêu mến cả đất nước chúng ta và Hồng Kông trong hành động bảo vệ luật pháp trong khu vực." Nhân dân Nhật báo phiên bản nước ngoài đã xuất bản một bài xã luận ngày 29 tháng 7 và tuyên bố: "Chính quyền đặc khu hành chính Hồng Kông và cảnh sát Hồng Kông nên trừng phạt những tên tội phạm bạo lực theo luật pháp, bất kể các tội phạm được thực hiện dưới danh nghĩa 'tự do và dân chủ' hay 'cầu xin công lý thay mặt nhân dân.'"
Vào ngày 7 tháng 8, Giám đốc Văn phòng các vấn đề Hồng Kông và Macao của Hội đồng Nhà nước Zhang Xiaoming tuyên bố "chính quyền trung ương rất quan tâm đến tình hình trong thành phố và theo dõi sát sao những diễn biến ở đó" và "Nhiệm vụ cấp bách và quan trọng nhất tại hiện tại là để ngăn chặn bạo lực, chấm dứt sự hỗn loạn và lập lại trật tự, để bảo vệ quê hương của chúng ta và ngăn chặn Hồng Kông chìm xuống vực thẳm". Zhang cũng tuyên bố rằng "Các lực lượng yêu nước cũng có thể đóng một vai trò quan trọng trong việc đưa thành phố ra khỏi cơn bão vì họ là một lực lượng chính trong việc bảo vệ sự ổn định và thịnh vượng".
Một bài xã luận của Thời báo Hoàn Cầu đã liệt kê những số phận có thể có của những người biểu tình, kết luận rằng "là những người suy nghĩ độc lập, không sẵn sàng trở thành một trong những" đám đông "được sử dụng bởi những người có lợi ích chính trị và tham vọng là trí tuệ và EQ quan trọng nhất đối với Hồng Kông thanh niên trong môi trường hỗn loạn này." 

### Tẩy chay
Truyền thông nhà nước Trung Quốc đã khuyến khích tẩy chay các công ty bị cáo buộc ủng hộ phong trào dân chủ. Chuỗi trà bong bóng Đài Loan Yifang và Pocari Sweat đã chịu áp lực từ Trung Quốc.
Vào ngày 8 tháng 8, chính quyền Trung Quốc đã gây sức ép với hãng hàng không chính của Hồng Kông Cathay Pacific để đình chỉ các nhân viên tham gia cuộc biểu tình chống dẫn độ và cấm các nhân viên tham gia bất kỳ chuyến bay nào đến Trung Quốc. Các quan chức Trung Quốc tiếp tục yêu cầu hãng hàng không phải đệ trình phê duyệt trước tên của tất cả các thành viên phi hành đoàn bay đến các thành phố của Trung Quốc hoặc bay qua không phận Trung Quốc. Một số nhân viên đã lên tiếng không đồng ý về các động thái gần đây của Bắc Kinh nhằm kiểm soát việc ra quyết định và chính sách nội bộ của công ty, trong khi những người khác tuyên bố rằng tốt hơn hết là tránh bay vào đất lục, vì sợ chính quyền Trung Quốc bắt giữ vì nghi ngờ giữ các giá trị dân chủ và mong muốn để tránh việc tìm kiếm và thu giữ đồ đạc cá nhân như điện thoại di động. Chủ tịch Cathay Pacific John Slosar đã đưa ra một thông cáo báo chí: "Chúng tôi sử dụng 27.000 người ở Hồng Kông... rõ ràng chúng tôi không tưởng tượng việc nói với họ những gì họ phải nghĩ về một số đối tượng nhất định."
Một chiến dịch truyền thông xã hội với hashtag "#BoycottCathayPacific" (#Tẩy chay Cathay Pacific) đã được bắt đầu trên một trang web mà phương tiện truyền thông nhà nước Trung Quốc kiểm soát và cuối cùng đã đăng lên Twitter..

### Quân sự
Vào ngày 29 tháng 7, thông tin sai lệch đã được đăng tải rộng rãi trên các mạng truyền thông xã hội trong vài giờ của một cuộc họp báo hiếm hoi được tổ chức tại Bắc Kinh. Các quan chức Trung Quốc tại sự kiện truyền thông đã tố cáo các cuộc biểu tình của phong trào dân chủ Hồng Kông nhưng các quan chức đã né các câu hỏi phụ về việc sử dụng lực lượng quân sự. Ngay sau bài phát biểu của Bộ Quốc phòng Trung Quốc, một số video lưu hành trên mạng xuất hiện cho thấy Quân đội Giải phóng Nhân dân tiến vào Hồng Kông và tham gia vào một cuộc đàn áp quân sự. Theo Agence France-Presse, các video giả mạo đã được xem hàng triệu lần và đang lưu hành trên Facebook, Twitter, Sina Weibo và các nền tảng khác. Nội dung video, mô tả xe tăng và binh lính Trung Quốc hoạt động ở khu vực thành thị, tất cả đều có nguồn gốc từ các cảnh quay cũ nhưng được trình bày với chú thích như "quân đội CHNDTH đang kiểm soát HK."
Vào ngày 30 tháng 7, Bloomberg News đưa tin rằng một quan chức Nhà Trắng ẩn danh đã rò rỉ thông tin về sự tích tụ quân sự tiềm năng của Trung Quốc dọc biên giới Hồng Kông. Vào ngày 31 tháng 7, một buổi "huấn luyện mùa hè" và lễ tuyên thệ được tổ chức tại trung tâm cảnh sát Quảng Đông ở Quảng Châu, tương đối gần biên giới với Hồng Kông. Khoảng 19.000 cảnh sát đã được báo cáo tham dự.
Vào ngày 31 tháng 7, PLA đã phân phối một quảng cáo ngắn, được đăng tải thông qua tài khoản truyền thông xã hội chính thức của quân đội Hồng Kông Sina Weibo. Trong những cảnh mở đầu, một người lính hét lên bằng tiếng Quảng Đông "Mọi hậu quả đều có nguy cơ của riêng bạn!" Đoạn video cho thấy quân đội được vũ trang mạnh mẽ bắn vào các diễn viên công dân giả và bắt giữ; cũng có những mô tả về xe tăng, máy bay trực thăng, bệ phóng tên lửa, vũ khí tự động và vòi rồng đang được triển khai trong các khu vực đô thị. Bộ phim khép lại với những trích dẫn từ thường dân, nêu rõ "Kỷ luật của quân đội rất tốt" và "PLA và người dân Hồng Kông được hợp nhất."
Vào ngày 6 tháng 8, hàng trăm xe quân sự của Trung Quốc đã được phát hiện tại Shenzen, theo báo cáo để chuẩn bị cho một cuộc xâm lược có thể xảy ra của quân đội Trung Quốc vào Hồng Kông. Nhóm xe quân sự Trung Quốc ở Shenzen đã được hiển thị trong một video tuyên truyền của chính phủ Trung Quốc.

### Tấn công mạng
Trong các cuộc biểu tình dự luật chống dẫn độ vào ngày 12 tháng 6, dịch vụ nhắn tin được mã hóa Telegram đã ngừng hoạt động do các cuộc tấn công mạng. Telegram là một ứng dụng đã được sử dụng rộng rãi bởi các nhà hoạt động dân chủ Hồng Kông để duy trì liên lạc riêng tư. Pavel Durov, người sáng lập Telegram, tuyên bố rằng sự gián đoạn dịch vụ là kết quả của các cuộc tấn công từ chối dịch vụ quy mô lớn có nguồn gốc từ một nhân viên nhà nước. Durov sau đó kết luận rằng, dựa trên định vị địa chỉ IP, nguồn gốc của các cuộc tấn công mạng là Trung Quốc và đó không phải là lần đầu tiên Telegram bị Trung Quốc nhắm tới. cuộc tấn công mạng giảm dần vào 8 giờ tối ngày hôm đó và các dịch vụ Telegram đã hoạt động trở lại.
Các cuộc tấn công mạng cũng xảy ra trong cuộc Cách mạng Ô dù 2014. Các nhà nghiên cứu bảo mật tin rằng Bộ An ninh Nhà nước Trung Quốc chịu trách nhiệm nhắm mục tiêu vào các nhà hoạt động dân chủ với các cuộc tấn công phần mềm độc hại và phần mềm độc hại tinh vi đã lây nhiễm các thiết bị Android và iOS. Cơ quan tình báo cũng được liên kết với các cuộc tấn công từ chối dịch vụ mạnh mẽ nhằm vào các hệ thống và trang web bỏ phiếu của CloudFlare và Internet cho phép trưng cầu dân ý ở cơ sở.
Chính phủ Trung Quốc đã phủ nhận rằng họ tham gia vào các hoạt động chiến tranh mạng. Theo người phát ngôn của Bộ Ngoại giao, Trung Quốc "luôn ủng hộ rằng cộng đồng quốc tế nên cùng nhau bảo vệ an ninh của không gian mạng thông qua đối thoại và hợp tác."

### Chiến dịch mạng xã hội "Người bảo vệ lá cờ"
Sau khi một số người biểu tình ở Hồng Kông gỡ lá cờ Trung Quốc khỏi cột cờ ở Bến phà Star, Tiêm Sa Chủy và ném nó xuống biển, truyền thông nhà nước CCTV đã đăng một bức ảnh về quốc kỳ Trung Quốc trên trang Sina Weibo, với chú thích "Tôi là người bảo vệ lá cờ" và hashtag "#Lá cờ đỏ năm sao có 1,4 tỷ người bảo vệ#". Nó đã được đăng lại gần một triệu lần. Bức ảnh được chia sẻ bởi những người nổi tiếng bao gồm Thành Long, Vương Gia Nhĩ, Hoàng Húc Hy, Angelababy, Trần Vỹ Đình, và Trần Tiểu Xuân.